# Dunajek (Świętajno)

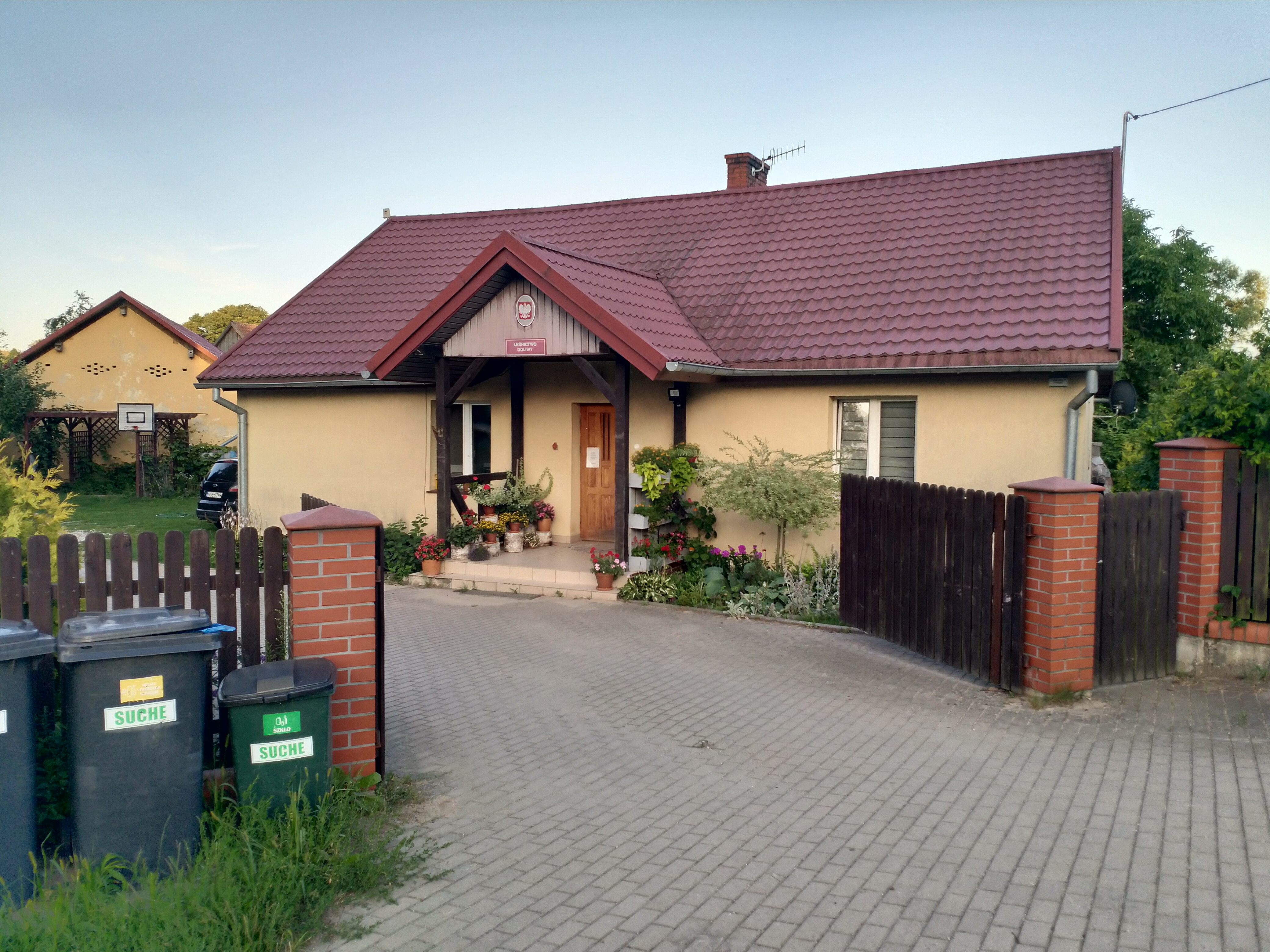
Dunajek (2024)

Dunajek (deutsch Duneyken, 1938–1945 Duneiken) ist ein kleines Dorf in der polnischen Woiwodschaft Ermland-Masuren, das zur Landgemeinde Świętajno (Schwentainen) im Powiat Olecki (Kreis Oletzko, 1933–1945 Kreis Treuburg) gehört.

## Geographische Lage
Dunajek liegt zwischen dem Chelcher See (1938–1945 Kelchener See, polnisch Jezioro Chełchy) und dem Mulsee (1938–1945 Bruchsee, polnisch Jezioro Mulisty) im Osten der Woiwodschaft Ermland-Masuren, 13 Kilometer westlich der Kreisstadt Olecko (Marggrabowa, 1928–1945 Treuburg).

## Geschichte
Das nach 1777 Dunayken, nach 1818 Düneyken und bis 1938 Duneyken genannte Dorf wurde 1575 gegründet. Am 27. Mai 1874 wurde es Amtsdorf und damit namensgebend für einen Amtsbezirk, der bis 1945 bestand und zum Kreis Oletzko (1933–1945 Kreis Treuburg) im Regierungsbezirk Gumbinnen der preußischen Provinz Ostpreußen gehörte.
Das Gutshaus am Duneyker See (1938–1945 Duneiker See, polnisch Jezioro Dunajek) entstand im 19. Jahrhundert. Es wurde 1908 vergrößert und erhielt ein Jugendstildekor. Zum Ende des 19. Jahrhunderts war Gustav Behr Besitzer auf Gut Duneyken.
Im Jahr 1910 zählte Duneyken 426 Einwohner. Das Gut wechselte den Besitzer, zunächst Max Förster, danach Familie Nagel. Es war in den 1920er und 1930er Jahren hoch verschuldet und wurde z. T. aufgesiedelt. Zuletzt hatte es noch 300 Hektar.
Aufgrund der Bestimmungen des Versailler Vertrags stimmte die Bevölkerung im Abstimmungsgebiet Allenstein, zu dem Duneyken gehörte, am 11. Juli 1920 über die weitere staatliche Zugehörigkeit zu Ostpreußen (und damit zu Deutschland) oder den Anschluss an Polen ab. In Duneyken stimmten 308 Einwohner für den Verbleib bei Ostpreußen, auf Polen entfiel keine Stimme.
Am 30. September 1928 wurde der Gutsbezirk Chelchen (polnisch Chełchy) nach Duneyken eingemeindet, sodass sich die Einwohnerzahl bis 1933 auf 572 vergrößerte und 1939 noch 528 betrug. Am 3. Juni (amtlich bestätigt am 16. Juli) des Jahres 1938 wurde die Namensschreibweise entsprechend der herrschenden politischen Ideologie in Duneiken eingedeutscht.
In Kriegsfolge kam das Dorf 1945 mit dem gesamten südlichen Ostpreußen zu Polen und bekam die polnische Namensform Dunajek. Heute ist es Sitz eines Schulzenamtes (polnisch sołectwo) und eine Ortschaft im Verbund der Landgemeinde Świętajno (Schwentainen) im Powiat Olecki (Kreis Oletzko, 1933–1945 Kreis Treuburg), bis 1998 der Woiwodschaft Suwałki, seither der Woiwodschaft Ermland-Masuren zugehörig.
Das Gutshaus nahm nach 1945 ein staatliches Gut in Besitz und brachte hier mehrere Familien unter. Heute gehört es der Staatlichen Agentur für landwirtschaftliche Immobilien (Agencja Własności Rolnej Skarbin Państwa – AWRSP), die die Restbestände der einstigen Gutsanlage verpachtet hat.

### Amtsbezirk Duneyken/Duneiken (1874–1945)
Der Amtsbezirk Duneyken/Duneiken zählte ursprünglich vier, am Ende wegen struktureller Veränderungen nur noch zwei Dörfer:
| Name           | Änderungsname 1938 bis 1945 | Polnischer Name | Bemerkungen                                      |
| -------------- | --------------------------- | --------------- | ------------------------------------------------ |
| Chelchen       | Kelchen                     | Chełchy         | 1928 nach Duneyken eingemeindet                  |
| Doliwen (Dorf) |                             |                 | vor 1931 in den Gutsbezirk Doliwen eingegliedert |
| Doliwen (Gut)  | Teichwalde (Ostpr.)         | Doliwy          | 1928 in eine „Landgemeinde“ umgewandelt          |
| Duneyken       | Duneiken                    | Dunajek         |                                                  |

Am 1. Januar 1945 gehörten noch Duneiken und Teichwalde zum Amtsbezirk Duneiken.

## Religionen
Bis 1945 war Duneyken in die evangelische Kirche Schwentainen in der Kirchenprovinz Ostpreußen der Evangelischen Kirche der Altpreußischen Union und in die katholische Pfarrkirche Marggrabowa (1928–1945 Treuburg, polnisch Olecko) im Bistum Ermland eingepfarrt.
Heute ist für Dunajek die nächstliegende evangelische Kirchengemeinde die in Wydminy (Widminnen), eine Filialgemeinde der Pfarrei Giżycko (Lötzen) in der Diözese Masuren der Evangelisch-Augsburgischen Kirche in Polen. Die katholischen Kirchenglieder gehören zur Pfarrkirche Świętajno im Bistum Ełk (Lyck) der Römisch-katholischen Kirche in Polen.

## Verkehr
Dunajek liegt verkehrsgünstig an der Woiwodschaftsstraße DW 655, die die Regionen Giżycko (Lötzen) und Olecko (Marggrabowa (Oletzko) / Treuburg) mit der Region Suwałki in der Woiwodschaft Podlachien verbindet. Von Kowale Oleckie (Kowahlen, 1938–1945 Reimannswalde) führt außerdem eine Nebenstraße direkt nach Dunajek.
Eine Bahnanbindung besteht nicht mehr. Bis 1945 war Gryzy (Griesen) die nächste Bahnstation an der Bahnstrecke Kruglanken – Marggrabowa (Oletzko) / Treuburg (polnisch Kruklanki–Olecko), deren Betrieb aufgrund von Kriegseinwirkungen eingestellt wurde.

## Mit dem Ort verbunden
- Peter Jokostra (1912–2007), deutscher Schriftsteller und Literaturkritiker, war in den 1930er Jahren als Eleve auf Gut Duneyken tätig, was er in seinen Erinnerungen Heimweh nach Masuren beschreibt.[4]